# Huitang (köpinghuvudort i Kina, Hunan Sheng, lat 27,99, long 112,33)
Huitang (kinesiska: 灰汤, 灰汤镇) är en köpinghuvudort i Kina. Den ligger i provinsen Hunan, i den södra delen av landet, omkring 67 kilometer väster om provinshuvudstaden Changsha. Antalet invånare är 19 717. Befolkningen består av 9 775 kvinnor och 9 942 män. Barn under 15 år utgör 17,0 %, vuxna 15-64 år 70 %, och äldre över 65 år 12,0 %.
Runt Huitang är det tätbefolkat, med 397 invånare per kvadratkilometer. Närmaste större samhälle är Laoliangcang, 16,5 km nordväst om Huitang. Trakten runt Huitang består till största delen av jordbruksmark.
Genomsnittlig årsnederbörd är 1 741 millimeter. Den regnigaste månaden är maj, med i genomsnitt 279 mm nederbörd, och den torraste är oktober, med 50 mm nederbörd.